# (33012) Eddieirizarry
(33012) Eddieirizarry est un astéroïde de la ceinture principale.

## Description
(33012) Eddieirizarry est un astéroïde de la ceinture principale. Il fut découvert le 9 mars 1997 à La Silla par Eric Walter Elst. Il présente une orbite caractérisée par un demi-grand axe de 3,20 UA, une excentricité de 0,10 et une inclinaison de 1,6° par rapport à l'écliptique.

## Compléments